# González 1.ª Sección
González 1.ª Sección es una localidad del municipio de Centro ubicado en la subregión centro del estado mexicano de Tabasco.

## Geografía
La localidad de González 1.ª Sección se sitúa en las coordenadas geográficas 17°58′15″N 93°03′42″O / 17.970833, -93.061667, a una elevación de 10 metros sobre el nivel del mar.

## Demografía
Según el Censo de Población y Vivienda 2020, efectuado por el Instituto Nacional de Estadística y Geografía, la localidad de González 1.ª Sección tiene 3355 habitantes, de los cuales 1682 son del sexo masculino y 1673 del sexo femenino. Su tasa de fecundidad es de 2.21 hijos por mujer y tiene 900 viviendas particulares habitadas.
| Gráfica de evolución demográfica de González 1.ª Sección entre 1930 y 2020 |
|                                                                            |
| INEGI.                                                                     |